# Kitabatake Chikafusa
Kitabatake Chikafusa (北畠 親房, [1293 - 1354] Erro: {{japonês}}: texto da transliteração contém caractere não latino (pos 11) (ajuda)) foi um kuge (nobre da corte japonesa) do Período Nanboku-chō da história do Japão. Conselheiro de cinco Imperadores. Durante aluta entre as dinastias lutou pela Corte do Sul. 

## Idéias políticas
Chikafusa escreveu algumas de suas maiores e mais importantes obras durante o reinado do Imperador Go-Daigo, propondo reformas e sistemas políticos e econômicos. Compôs uma história do Japão e em vários de seus trabalhos defendeu o direito de Go-Daigo ocupar o trono. 
Chikafusa, em seus escritos, mostrou uma forte aversão ao clã Ashikaga, a família dominante na época em que ocupou o cargo de shogun e manteve uma rivalidade com a  Corte do Norte. Esta aversão não se baseava unicamente em que eram mais guerreiros que nobres (e, portanto, eram desajeitados e grosseiros na Corte), mas porque os Ashikaga pertenciam a um ramo menos distinto do famoso clã Minamoto do que ramo Murakami, a qual pertencia o Ramo Kitabatake. Chikafusa particularmente não gostava de Ashikaga Takauji, o primeiro shogun Ashikaga, que inicialmente tinha apoiado a reivindicação de Go-Daigo ao trono, mas por fim se juntou a Corte do Norte e prometeu destruir todos aqueles que apoiavam a Corte do Sul. 
Chikafusa também escreveu de forma negativa sobre Nitta Yoshisada, um dos mais importantes militares de Go-Daigo. Ele via Nitta como um guerreiro, que se diferenciava muito pouco dos shoguns, e também o acusou de não ter ajudado o Imperador quando este precisou dele. De acordo Chikafusa, se Nitta estivesse mais ativo no sul do país, em vez de lutar suas próprias batalhas no norte, a morte de Kitabatake Akiie, seu filho  poderia ter sido evitada. 

## Últimos anos e falecimento
Quando Go-Daigo morreu em 1339, Chikafusa estava sob forte sítio em sua fortaleza na província de Hitachi. Enviou cópias de suas obras mais importantes para o novo imperador, Go-Murakami, de doze anos, para aconselhá-lo e a seus conselheiros. Embora reconhecido por suas obras escritas e seu trabalho como conselheiro imperial, Chikafusa era também um comandante competente na guerra e desobedeceu as ordens superiores do shogun em várias ocasiões. O Cerco de Hitachi durou quatro anos, e ainda que seu exército tenha finalmente se rendido ante os partidários do Shogun, Chikafusa conseguiu fugir para Yoshino, a capital da Corte do Sul, onde ocupou o cargo de conselheiro até sua morte, em 1354. 

## Obras
Chikafusa é considerado um dos homens mais importantes do seu tempo, junto com seu rival Ashikaga Takauji. Embora seus trabalhos sejam fortemente influenciados por suas experiências pessoais e opiniões políticas, eles são os relatos disponíveis mais detalhados sobre a história do governo feudal no Japão e a linhagem dos imperadores.
Em seus trabalhos sobre a chamada linhagem imperial legítima (Daikakuji-tō), Chikafusa explanou sobre a questão da propriedade da terra. Em um de seus documentos afirmou  que tanto o Shugo como o Jito provincial estavam "famintos por terra", e que a implementação do sistema que os criou em 1190 alterou a forma tradicional de se governar o país e causando inúmeras perdas para a população.
Embora os detalhes completos de suas idéias e reformas sejam desconhecidos, acredita-se que Chikafusa queria um retorno às estruturas governamentais aplicadas durante a Era Taihō, em 702, antes do crescimento do feudalismo e do poder dos clãs samurais. Reconheceu que certos privilégios ganhos pelo bushi (famílias samurais mais importantes) e pelo kuge (nobres da corte) nesta época não deveria ser revogada, mas que era importante que o de regime de propriedade e a coleta impostos que apoiavam o poder dos bushi deveriam ser abolidas. Chikafusa via no bushi e, portanto, o bakufu (shogunato), o governo militar, como inimigo do Imperador.
Em 1339, Chikafusa escreveu o Jinno Shōtōki (神皇正統記), no qual contou a história do Japão através da análise dos reinos imperiais desde os primeiros imperadores lendários e semi-lendários até Go-Daigo e seu sucessor, Go-Murakami. Foi dirigido ao jovem Go-Murakami, como um guia, e também serviu como um tratado defendendo a legitimidade da Corte do Sul. Foi escrito na maior parte informalmente, e compilado e editado em 1343. Um dos problemas com que lidou foi a distribuição caótica e desequilibrada da terra, da qual culpou o governo. Chikafusa também culpou os funcionários do governo e os senhores feudais que reivindicavam a terra. Apontou que buscar recompensas não era um comportamento adequado, e que o que um guerreiro deveria fazer era renunciar à terra e até mesmo à própria vida em honra ao dever. Também argumentou que o caos do feudalismo derivava, em última análise, de um número ilimitado de pessoas reivindicando uma quantidade limitada de terra.  
Outra famosa obra de Chikafusa, foi Shokugen-Sho, também escrita em 1339, era baseada principalmente nas memórias do autor, uma vez que este, sitiado em sua província natal, não poderia fazer consultas na Corte. Este trabalho descrevia as origens e a organização das agencias governamentais e suas estruturas, bem como a visão do autor sobre a promoção e designação do funcionalismo. 

| Precedido por Kitabatake Moroshige | -- 4º Líder dos Kitabatake Minamoto (1307-1338) | Sucedido por Kitabatake Akiyoshi |